# Vormsund
Vormsund är en tätort med 469 invånare (2008) i Nes kommun, Akershus fylke i sydöstra Norge. Orten ligger cirka 50 kilometer norr om Oslo. Genom Vormsund rinner älven Vorma, som går ihop med, och blir en del av Glomma vid näset som har gett kommunen dess namn.
Vormsund har köldrekordet för Akershus fylke på -37,5 grader, satt den 9 februari 1966. (Norskt köldrekord har Karasjok.)

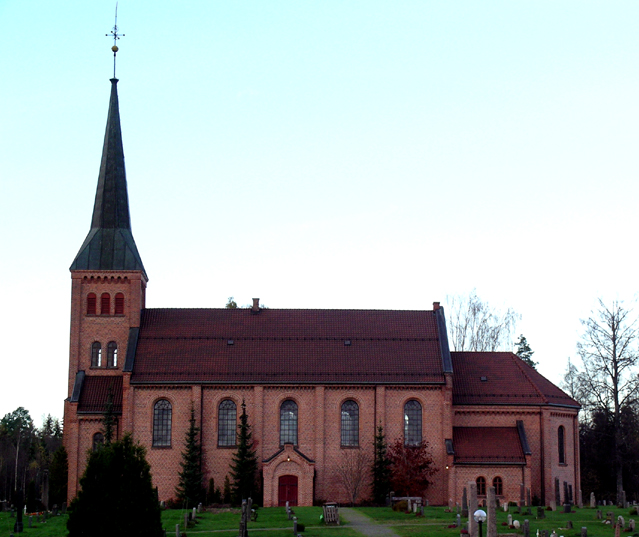
Nes kyrka, nära Vormsund.